# Nowa Wieś Wielka (powiat nidzicki)
Nowa Wieś Wielka – wieś w Polsce położona w województwie warmińsko-mazurskim, w powiecie nidzickim, w gminie Janowiec Kościelny.
W latach 1975–1998 miejscowość należała administracyjnie do województwa olsztyńskiego.